# ЦУМ (Алма-Ата)
ЦУМ (Центральный универсальный магазин) — торговый центр в центре Алма-Аты, расположенный на углу пр. Абылай-хана и ул. Жибек Жолы по адресу: Абылай-хана, дом 61. Открыт в 1961 году как Центральный универсальный магазин (ЦУМ).

## История

### Советское время
Крупнейшее торговое предприятие республики «ЦУМ» расположилось в двух зданиях на перекрёстке проспекта Коммунистический (ныне проспект Абылай-хана) и улицы Горького (ныне Жибек Жолы). Первое четырёхэтажное здание ЦУМа было построено в 1961 году по проекту института «Казгипросельстрой». Фасад здания был спроектирован в традициях сталинской архитектуры и украшен барельефами, а внутри были оборудованы мраморные лестницы с резными парапетами. Общая площадь торговых площадей здания составила 4500 м2. Объём товарооборота в первый же год работы достиг 42,8 млн рублей. Вскоре назрела необходимость в дополнительных площадях.
В 1969 году рядом с первым зданием было построено дополнительное, выполненное в стиле, близком к традициям конструктивизма. Четырёхэтажное здание было отделано сплошными лентами остекления, а стены помещений внутри мрамором.
Общая торговая площадь двух зданий универмага составила 10 128 м2, а площадь подсобных помещений 5 830 м2. Магазин имел 5 потребительских комплексов, расположенных на трех этажах: «Товары для дома», «Культура в быту» (1-й этаж), «Товары для мужчин» (2-й этаж), «Товары для женщин», «Товары для шитья и рукоделия» (3-й этаж). Универмагом оказывалось 46 видов дополнительных услуг: мелкая подгонка швейных изделий, раскрой тканей, оформление товаров в кредит. Трансагентство принимало заказы на доставку крупногабаритных товаров на дом, работал часовой мастер, гравер. Помимо торговых секций, к услугам покупателей имелись: столовая, кафетерий, ателье для подгонки одежды и парикмахерская. Универмаг был оснащен современным торгово-техническим оборудованием. С 1980 годах были изменены торгово-технологические процессы, большая часть секций ЦУМа стала работать по принципу самообслуживания. Также была применена линейная расстановка оборудования новых образцов, товары разделены по потребительским комплексам. ЦУМ также обладал несколькими филиалами, в число которых входил магазин по продаже тканей «Кызыл-Тан».
Ежедневно ЦУМ посещало около 130 тысяч покупателей, делая свыше 80 тысяч покупок. Годовой товарооборот составлял 150 миллионов рублей (по состоянию на 1982 год).
Количество работников универмага в 1980-е годы достигало 1600 человек. При ЦУМе функционировали спортивные команды и коллективы художественной самодеятельности. В рамках общественной работы ЦУМ поддерживал двухсторонние шефские связи не только с колхозами Алма-Атинской области, но и с командой атомного крейсера «Киров», входящего в состав Северного флота ВМФ СССР. В 1980 году работники универмага принимали участие в обслуживании гостей московской Олимпиады.
В 1987 году в подвале универмага проходили съёмки одной из сцен фильма «Игла».

### Новейшая история ЦУМа
Первые 3 года после распада СССР, ЦУМ также находился в государственной собственности и управлении. Однако, в 1994 году в рамках экономических реформ, западными консультантами было рекомендовано приватизировать универмаг, продав в частные руки. В том же году магазин преобразован в акционерное общество «Казахский Республиканский Торговый Дом ЗАНГАР». Владельцем компании стал известный в Казахстане холдинг «Бутя». С тех пор в торговых площадях ЦУМе стали работать многочисленные продавцы-арендаторы. В 1998 году ко второму зданию со стороны ул. Алимжанова был пристроено пятиэтажное административное здание. В середине 2000-х годов на первом этаже второго здания универмага расположилась мобильная барахолка по продаже сотовых телефонов и их аксессуаров.
В 2013 году ТОО «Ардис» был разработан изначальный проект глобальной реконструкции здания, который впоследствии был пересмотрен. Реконструкция продлилась с 1 апреля 2013 года по сентябрь 2014 года. В её ходе был кардинально изменён внешний и внутренний облик второго здания, остекленный ранее фасад с 2-го по 4 этаж был заменен глухими цветными пластиковыми панелями, на которых устроены места под размещение рекламных баннеров. Подвал частично был перестроен под торговые площади, где разместился филиал торгово-розничной сети Magnum ATAK. Фасад первого здания Универмага и его внутренние мраморные лестницы были частично сохранены в оригинальном виде. В здании были устроены дополнительные окна и входы, помещения поделены на несколько отдельных, к которым снаружи ведет отдельный вход. На месте двора, между двумя зданиями, возведено шестиэтажное здание кинотеатра.

## Структура
Общая площадь универмага за счет проведенной в 2014 году реконструкции увеличилась до 27 000 м2. ЦУМом в настоящее время осуществляется: предоставление в аренду коммерческих площадей для торговли товарами народного потребления, предоставления различных услуг населению, кафе, ресторанов, а также мест культурного развлечения и отдыха.

## Владельцы
Основные акционеры АО "Казахский Республиканский Торговый Дом «ЗАНГАР» (ZNGR) (По состоянию на 1 января 2018 года)
| Наименование держателя      | Количество акций | Доля    |
| --------------------------- | ---------------- | ------- |
| ТОО «AIM ГРУПП» (ЭЙМ ГРУПП) | 15 597 752       | 79,64 % |
| ТОО «GRAND HOTEL TIEN-SHAN» | 2 818 569        | 12,05 % |
| Сарсенов Сагиятулла         | 2 818 569        | 6,25 %  |